# Mike Morrison
Michael Fitzgerald "Mike" Morrison (Washington, D. C.; 16 de agosto de 1967) es un exjugador de baloncesto estadounidense que disputó una temporada en la NBA, además de jugar en la CBA y la liga australiana. Con 1,93 metros de estatura, lo hacía en la posición de escolta.

## Trayectoria deportiva

### Universidad
Jugó durante cuatro temporadas con los Greyhounds de la Universidad Loyola Maryland, en las que promedió 16,2 puntos, 3,5 rebotes y 1,9 asistencias por partido. Es el cuarto máximo anotador de la historia de los Greyhounds, siendo elegido en sus dos últimas temporadas en el mejor quinteto de la Northeast Conference.

### Profesional
Fue elegido en la quincuagésimo primera posición del Draft de la NBA de 1989 por Phoenix Suns, con los que jugó una temporada, siendo uno de los últimos recursos del banquillo para su entrenador, Cotton Fitzsimmons, que lo alineó en 36 partidos, promediando 2,0 puntos.
Al año siguiente fue traspasado a Washington Bullets a cambio de una futura segunda ronda del draft, pero fue despedido antes del comienzo de la temporada. Se marchó entonces a jugar con los Wichita Falls Texans de la CBA, con los que consiguió el campeonato de liga. Terminó su carrera jugando con los Geelong Supercats de la liga australiana.

## Estadísticas de su carrera en la NBA

### Temporada regular
| Temporada | Edad | Equipo       | Liga | P  | TIT | MIN | TC | TCA | %TC  | 3P | 3PA | %3P  | TL | TLA | %TL  | R.OF. | R.DEF. | REB | ASIS | ROB | TAP | PER | FP | PTS |
| 1989-90   | 22   | Phoenix Suns | NBA  | 36 | 1   | 153 | 23 | 68  | .338 | 2  | 7   | .286 | 24 | 30  | .800 | 7     | 13     | 20  | 11   | 2   | 0   | 23  | 20 | 72  |
| Total     |      |              | NBA  | 36 | 1   | 153 | 23 | 68  | .338 | 2  | 7   | .286 | 24 | 30  | .800 | 7     | 13     | 20  | 11   | 2   | 0   | 23  | 20 | 72  |